# Erhard Mielenhausen
Erhard Mielenhausen (* 17. Oktober 1942 in Kassel) ist ein deutscher Wirtschaftswissenschaftler.

## Leben
Mielenhausen wuchs in Dransfeld auf. Nach dem Abitur in Göttingen war er für zwei Jahre Reserveoffizieranwärter bei der Luftwaffe (sein letzter Dienstgrad war Leutnant d. R.). Im Anschluss studierte er Volkswirtschaftslehre und Wirtschaftspädagogik an der Georg-August-Universität Göttingen. Er war dann Assistent am Lehrstuhl für Marketing und wissenschaftlicher Mitarbeiter im Sonderforschungsbereich 24 („Wirtschafts- und sozialpsychologische Entscheidungsforschung“) an der Universität Mannheim. An der Fakultät für Volkswirtschaftslehre und Statistik wurde er 1975 in Betriebswirtschaftslehre und Wirtschaftspädagogik promoviert. 
Mielenhausen war Bereichsleiter Handelsforschung in der Forschungsgruppe Roland Berger in München. Als Professor für Allgemeine Betriebswirtschaftslehre ging er an die Fachhochschule Osnabrück, wo er von 1985 bis 2010 Rektor/Präsident war. Von 1995 bis 2001 war er Mitglied des Wissenschaftsrates und von 2001 bis 2007 Vizepräsident der Hochschulrektorenkonferenz.
Er ist verheiratet und Vater von zwei Kindern.

## Auszeichnungen
- 2010: Emsland-Medaille des Landkreises Emsland
- 2012: Justus-Möser-Medaille der Stadt Osnabrück

## Schriften (Auswahl)
- Marktfelder des Einzelhandels in urbanen Räumen. Konzeption einer regionsbezogenen Marktanalyse (= 	Betriebswirtschaftliche Schriften. H. 82). Duncker und Humblot, Berlin 1976, ISBN 3-428-03568-2.